# Sergio Asenjo
Sergio Asenjo Andrés dit Sergio Asenjo, né le 28 juin 1989 à Palencia en Espagne, est un footballeur international espagnol. Il évolue au poste de gardien de but.

## Biographie

### En club
Asenjo commence à jouer au sein de l'équipe junior du Real Valladolid. Il apparaît comme un élément particulièrement talentueux. Il commence la saison 2007-2008 avec l'équipe réserve du Real Valladolid en Segunda División B. Cependant les piètres performances des gardiens titulaires de l'équipe première, le français Ludovic Butelle (prêté par le Valence CF) et le vétéran Alberto, lui ouvrent les portes de Liga. Ses premières prestations sont encourageantes, notamment lors de la victoire 2-0 de son équipe face à Villarreal CF le 12 décembre 2007. Il confirme lors des matches suivants, ne concédant qu'un seul but en cinq rencontres. Il est à ce moment le plus jeune gardien titulaire en Liga. En janvier 2008 il signe son premier contrat professionnel avec le Real Valladolid, prolongeant ainsi pour une durée de trois ans son contrat de formation. Le montant de la transaction est estimé à 5,5 M€.
En juin 2009, il signe à l'Atlético Madrid pour la somme de 5 M€ et obtient un contrat de quatre ans. Au mercato d'hiver 2010, il est prêté jusqu'à la fin de la saison au club de Málaga CF. Le 6 février 2011 face au Séville FC il se blesse gravement, on lui diagnostique une rupture des ligaments croisés du genou droit. Il est absent des terrains pendant environ 7 mois.Lors de la saison 2011-2012, il est prêté au Málaga CF. Le 6 juin 2012, Asenjo renouvelle son contrat avec l'Atlético jusqu'en juin 2016.
En juillet 2013, Sergio Asenjo est prêté à Villarreal CF pour la saison 2013-2014. À la fin de la saison, il y est transféré. Le 29 avril 2015, il se blesse gravement aux ligaments du genou droit et reste indisponible pendant six mois. Lors de la saison 2016-2017, Sergio Asenjo, le gardien de Villarreal CF réalise un excellente saison jusqu'au 26 février 2017 et le match contre le Real Madrid où il se blesse une nouvelle fois, d'un manière anodine, en repoussant une tentative du buteur français Karim Benzema. Le gardien subit de nouveau une rupture d'un ligament du genou. C'est la quatrième fois qu'il est victime d'une blessure de ce type après 2010, 2011 et 2015.

### En équipe nationale
En 2006, Asenjo décroche la médaille de bronze avec la sélection nationale des moins de 17 ans. Les observateurs estiment qu'il a joué un rôle primordial dans les performances de son équipe.
Il participe ensuite au championnat d'Europe des moins de 19 ans. N'étant pas titulaire lors des tours préliminaires il n'a pas l'occasion d'exprimer son talent. Il remplace cependant le gardien numéro 1 à partir des demi-finales à la suite de la blessure de ce dernier. Ses prestations de haut-niveau sont remarquées, particulièrement lorsqu'il arrête deux pénaltys pendant la séance des tirs au but face à la France en demi-finale (0-0). Il contribue au succès de l'Espagne en finale contre la Grèce (1-0).
En juin 2009, il participe au championnat d'Europe espoirs en Suède. Gardien titulaire de la sélection d'Espagne espoirs, Sergio Asenjo ne parvient pas à qualifier son équipe pour les demi-finales à l'issue des phases de groupes.
Vicente del Bosque le fait débuter en équipe d'Espagne le 29 mai 2016 lors d'un match amical face à la Bosnie (victoire 3 à 1).

## Palmarès
- Vainqueur du Championnat d'Europe des moins de 19 ans en 2007
- Vainqueur de la Ligue Europa en 2010 avec l'Atlético de Madrid.
- Vainqueur de la Ligue Europa en 2021 avec Villarreal CF.
- Finaliste de la Supercoupe de l'UEFA en 2021 avec le Villarreal CF.